# Amphoe Doem Bang Nang Buat
Amphoe Doem Bang Nang Buat (Thai: อำเภอ เดิมบางนางบวช, Aussprache: ʔāmpʰɤ̄ː dɤ̄ːm bāːŋ nāːŋ bùat) ist ein Landkreis (Amphoe – Verwaltungs-Distrikt) im Nordosten der Provinz Suphan Buri. Suphan Buri liegt im westlichen Teil der Zentralregion von Thailand. 

## Geographie
Die benachbarten Amphoe sind im Uhrzeigersinn von Norden aus: Amphoe Hankha und Amphoe Sankhaburi der Provinz Chai Nat, die Amphoe Bang Rachan und Khai Bang Rachan der Provinz Sing Buri, Sawaeng Ha der Provinz Ang Thong, und die Amphoe Sam Chuk, Nong Ya Sai und Dan Chang der Provinz Suphan Buri.
Die Haupt Wasser-Ressource von Doem Bang Nang Buat ist der Mae Nam Tha Chin (Tha-Chin-Fluss), auch Mae Nam Suphan (Suphan-Fluss) genannt.

## Geschichte
In der Vergangenheit umfasste der Distrikt Nang Buat zunächst ein großes Gebiet. Prinz Damrong Rajanubhab und der Gouverneur von Suphan Buri beschlossen am 16. Mai 1911, den nördlichsten Teil abzutrennen und einen neuen Distrikt Doem Bang einzurichten. Sie fügten außerdem zwei Tambon des Amphoe Hankha der Provinz Chai Nat hinzu sowie zwei Tambon aus dem Distrikt Bang Rachan der Provinz Sing Buri.
Die Provinzregierung änderte im Jahr 1939 den Namen des Nang Buat Distrikts in Amphoe Sam Chuk und fügten dem Namen von Doem Bang die Silben Nang Buat hinzu, so dass er seitdem Doem Bang Nang Buat heißt.
Das Verwaltungsgebäude befindet sich seit 1995 an der Chai-Nat-Suphan Buri Road im Tambon Khao Phra.

## Sehenswürdigkeiten
- Der Sumpf von Bueng Chawak (บึงฉวาก) am Mae Nam Tha Chin (Tha-Chin-Fluss) im Norden des Distrikts: ursprünglich ein Teil des Tha Chin wurde 1994 auf Anregung des damaligen Premierministers Banharn Silpa-archa das „Bueng Chawak Chalerm Phra Kiet Development Project“ ins Leben gerufen. Ein See wurde ausgebaggert und ein Freizeitpark angelegt. Hier gibt es heute das „Exhibition Center for Aquatic Animals“ mit einem großen, begehbaren Aquarium und weitere Zoo-ähnliche Ausstellungen und Gärten wie zum Beispiel der „Garten einheimischer Gemüsearten“ (Garden of Indigenous Vegetables).

## Verwaltung

### Provinzverwaltung
Der Landkreis Doem Bang Nang Buat ist in 14 Tambon („Unterbezirke“ oder „Gemeinden“) eingeteilt, die sich weiter in 121 Muban („Dörfer“) unterteilen.
| Nr.  | Name         | Thai      | Muban | Einw. |
| ---- | ------------ | --------- | ----- | ----- |
| 01.  | Khao Phra    | เขาพระ    | 11    | 8.610 |
| 02.  | Doem Bang    | เดิมบาง    | 11    | 7.630 |
| 03.  | Nang Buat    | นางบวช    | 10    | 7.852 |
| 04.  | Khao Din     | เขาดิน     | 12    | 6.071 |
| 05.  | Pak Nam      | ปากน้ำ     | 07    | 4.724 |
| 06.  | Thung Khli   | ทุ่งคลี      | 08    | 5.563 |
| 07.  | Khok Chang   | โคกช้าง    | 10    | 4.641 |
| 08.  | Hua Khao     | หัวเขา     | 12    | 6.922 |
| 09.  | Hua Na       | หัวนา      | 07    | 4.359 |
| 010. | Bo Kru       | บ่อกรุ      | 07    | 4.247 |
| 011. | Wang Si Rat  | วังศรีราช   | 04    | 0594  |
| 012. | Pa Sakae     | ป่าสะแก    | 06    | 2.704 |
| 013. | Yang Non     | ยางนอน    | 07    | 4.952 |
| 014. | Nong Krathum | หนองกระทุ่ม | 09    | 4.872 |

### Lokalverwaltung
Es gibt acht Kommunen mit „Kleinstadt“-Status (Thesaban Tambon) im Landkreis:
- Pak Nam (Thai: เทศบาลตำบลปากน้ำ) bestehend aus dem kompletten Tambon Pak Nam.
- Thung Khli (Thai: เทศบาลตำบลทุ่งคลี) bestehend aus dem kompletten Tambon Thung Khli.
- Nong Krathum (Thai: เทศบาลตำบลหนองกระทุ่ม) bestehend aus dem kompletten Tambon Nong Krathum.
- Khao Phra (Thai: เทศบาลตำบลเขาพระ) bestehend aus den Teilen der Tambon Khao Phra, Doem Bang.
- Nang Buat (Thai: เทศบาลตำบลนางบวช) bestehend aus Teilen des Tambon Nang Buat.
- Bo Kru (Thai: เทศบาลตำบลบ่อกรุ) bestehend aus Teilen des Tambon Bo Kru.
- Khao Din (Thai: เทศบาลตำบลเขาดิน) bestehend aus dem kompletten Tambon Khao Din.
- Doem Bang (Thai: เทศบาลตำบลเดิมบาง) bestehend aus Teilen des Tambon Doem Bang.

Außerdem gibt es acht „Tambon-Verwaltungsorganisationen“ (องค์การบริหารส่วนตำบล – Tambon Administrative Organizations, TAO)
- Khao Phra (Thai: องค์การบริหารส่วนตำบลเขาพระ) bestehend aus Teilen des Tambon Khao Phra.
- Nang Buat (Thai: องค์การบริหารส่วนตำบลนางบวช) bestehend aus Teilen des Tambon Nang Buat.
- Khok Chang (Thai: องค์การบริหารส่วนตำบลโคกช้าง) bestehend aus dem kompletten Tambon Khok Chang.
- Hua Khao (Thai: องค์การบริหารส่วนตำบลหัวเขา) bestehend aus dem kompletten Tambon Hua Khao.
- Hua Na (Thai: องค์การบริหารส่วนตำบลหัวนา) bestehend aus dem kompletten Tambon Hua Na.
- Bo Kru (Thai: องค์การบริหารส่วนตำบลบ่อกรุ) bestehend aus Teilen des Tambon Bo Kru.
- Pa Sakae (Thai: องค์การบริหารส่วนตำบลป่าสะแก) bestehend aus den kompletten Tambon Wang Si Rat, Pa Sakae.
- Yang Non (Thai: องค์การบริหารส่วนตำบลยางนอน) bestehend aus dem kompletten Tambon Yang Non.